# Rock and roll music
Rock and roll music is een popnummer, geschreven door de Amerikaanse zanger Chuck Berry. In 1957 zong hij zelf de eerste versie. Sindsdien is het nummer gecoverd  door vele anderen, onder wie The Beatles, The Beach Boys, Humble Pie en Manic Street Preachers.
De ik-figuur in het lied vertelt dat hij andere muziek ook wel leuk vindt, maar toch vooral graag luistert naar en danst op rock-'n-roll-muziek.
Het nummer staat op 128 in de lijst van de 500 beste nummers aller tijden die het tijdschrift Rolling Stone in 2004 publiceerde.

## Versie van Chuck Berry
Rock and roll music van Chuck Berry werd opgenomen op 6 of 15 mei 1957. Berry werd begeleid door Lafayette Leake op piano, Willie Dixon op bas en Fred Below op drums. De plaat haalde in de herfst van dat jaar de achtste plaats in de Amerikaanse Billboard Hot 100 en de zesde plaats in de hitlijst Rhythm & Blues Records, de voorloper van de Hot R&B/Hip-Hop Songs.
De plaat is een paar maal opnieuw uitgebracht, ook op ep en maxisingle en op de langspeelplaat One dozen Berrys uit 1958.

## Versie van The Beatles
The Beatles namen het nummer op 18 oktober 1964 op in de studio van Abbey Road voor hun album Beatles for Sale. Ze hadden het nummer toen al een tijdje op hun repertoire. Voor het nummer was maar één ‘take’ nodig. De bezetting was:
- John Lennon, zang, slaggitaar, piano
- Paul McCartney, basgitaar, piano
- George Harrison, akoestische gitaar
- Ringo Starr, drums
- George Martin, piano

Het nummer kwam ook uit op Beatles 65, een Amerikaans album dat ongeveer tegelijk met Beatles for Sale verscheen. Een liveversie (opgenomen 25 november 1964, uitgezonden 26 december 1964) staat op het album Live at the BBC. Een tweede live-versie, opgenomen in juni 1966 in Tokio, staat op Anthology 2. Ten slotte staat het nummer ook nog op het verzamelalbum Rock 'n' roll music Vol. 1 uit 1980.
In België, Duitsland en een paar andere landen kwam Rock and roll music in 1965 uit als single met als achterkant I'm a loser. In Nederland was Rock and roll music de achterkant van de single No reply. Die plaat was een dubbele A-kant.
In België haalde de single de derde plaats in de Vlaamse Ultratop 50 en de zesde in de Waalse Ultratop 50. In Duitsland kwam de plaat tot nummer 2.  In Nederland haalde Rock and roll music/No reply de eerste plaats.

### Hitnoteringen
| Rock and roll music / No reply in de Nederlandse Top 40 - binnen 27-03-1965 | Rock and roll music / No reply in de Nederlandse Top 40 - binnen 27-03-1965 | Rock and roll music / No reply in de Nederlandse Top 40 - binnen 27-03-1965 | Rock and roll music / No reply in de Nederlandse Top 40 - binnen 27-03-1965 | Rock and roll music / No reply in de Nederlandse Top 40 - binnen 27-03-1965 | Rock and roll music / No reply in de Nederlandse Top 40 - binnen 27-03-1965 | Rock and roll music / No reply in de Nederlandse Top 40 - binnen 27-03-1965 | Rock and roll music / No reply in de Nederlandse Top 40 - binnen 27-03-1965 | Rock and roll music / No reply in de Nederlandse Top 40 - binnen 27-03-1965 | Rock and roll music / No reply in de Nederlandse Top 40 - binnen 27-03-1965 | Rock and roll music / No reply in de Nederlandse Top 40 - binnen 27-03-1965 | Rock and roll music / No reply in de Nederlandse Top 40 - binnen 27-03-1965 | Rock and roll music / No reply in de Nederlandse Top 40 - binnen 27-03-1965 | Rock and roll music / No reply in de Nederlandse Top 40 - binnen 27-03-1965 | Rock and roll music / No reply in de Nederlandse Top 40 - binnen 27-03-1965 | Rock and roll music / No reply in de Nederlandse Top 40 - binnen 27-03-1965 | Rock and roll music / No reply in de Nederlandse Top 40 - binnen 27-03-1965 | Rock and roll music / No reply in de Nederlandse Top 40 - binnen 27-03-1965 | Rock and roll music / No reply in de Nederlandse Top 40 - binnen 27-03-1965 | Rock and roll music / No reply in de Nederlandse Top 40 - binnen 27-03-1965 | Rock and roll music / No reply in de Nederlandse Top 40 - binnen 27-03-1965 | Rock and roll music / No reply in de Nederlandse Top 40 - binnen 27-03-1965 | Rock and roll music / No reply in de Nederlandse Top 40 - binnen 27-03-1965 |
| Week                                                                        | 1                                                                           | 2                                                                           | 3                                                                           | 4                                                                           | 5                                                                           | 6                                                                           | 7                                                                           | 8                                                                           | 9                                                                           | 10                                                                          | 11                                                                          | 12                                                                          | 13                                                                          | 14                                                                          | 15                                                                          | 16                                                                          | 17                                                                          | 18                                                                          | 19                                                                          | 20                                                                          | 21                                                                          |                                                                             |
| --------------------------------------------------------------------------- | --------------------------------------------------------------------------- | --------------------------------------------------------------------------- | --------------------------------------------------------------------------- | --------------------------------------------------------------------------- | --------------------------------------------------------------------------- | --------------------------------------------------------------------------- | --------------------------------------------------------------------------- | --------------------------------------------------------------------------- | --------------------------------------------------------------------------- | --------------------------------------------------------------------------- | --------------------------------------------------------------------------- | --------------------------------------------------------------------------- | --------------------------------------------------------------------------- | --------------------------------------------------------------------------- | --------------------------------------------------------------------------- | --------------------------------------------------------------------------- | --------------------------------------------------------------------------- | --------------------------------------------------------------------------- | --------------------------------------------------------------------------- | --------------------------------------------------------------------------- | --------------------------------------------------------------------------- | --------------------------------------------------------------------------- |
| Nummer                                                                      | 18                                                                          | 5                                                                           | 2                                                                           | 1                                                                           | 1                                                                           | 1                                                                           | 2                                                                           | 3                                                                           | 2                                                                           | 2                                                                           | 2                                                                           | 5                                                                           | 6                                                                           | 10                                                                          | 12                                                                          | 14                                                                          | 16                                                                          | 19                                                                          | 28                                                                          | 35                                                                          | 40                                                                          | uit                                                                         |

### NPO Radio 2 Top 2000
| Nummer met noteringen in de NPO Radio 2 Top 2000 | '02  | '03  | '04  | '05  | '06  | '07  | '08  |
| ------------------------------------------------ | ---- | ---- | ---- | ---- | ---- | ---- | ---- |
| Rock and Roll Music                              | 1474 | 1586 | 1666 | 1738 | 1834 | 1716 | 1720 |

1. ↑  Een vetgedrukt getal geeft de hoogste notering aan.
2. ↑  2002 was het eerste jaar met een notering voor dit nummer.
3. ↑  Deze tabel is bijgewerkt tot en met de laatste editie (2024).

## Versie van The Beach Boys
The Beach Boys brachten het nummer als single uit in mei 1976. Hun versie kenmerkt zich door een achtergrondkoortje, dat ‘Rock, roll, rockin' and roll’ zingt. De plaat bereikte de vijfde plaats in de Billboard Hot 100 en de 36e plaats in de Britse UK Singles Chart. In Nederland kwam het plaatje niet verder dan de tipparade.
Het nummer stond ook op het album 15 big ones, dat twee maanden na de single werd uitgebracht.

## Andere versies
- Bryan Adams zette het nummer in 2014 op zijn album Tracks of my years.[10]
- Bill Haley & His Comets namen het nummer in 1973 op voor hun album Rock and roll.[11]
- The Frost, de band van Dick Wagner, bracht het nummer in 1969 uit als single[12] en op een langspeelplaat.[13]
- Humble Pie bracht het nummer in 1975 uit als single.[14]
- Manic Street Preachers zetten het nummer op hun cd-single The masses against the classes uit 2000.
- REO Speedwagon nam het nummer op voor zijn album Nine lives uit 1979.[15]
- Dickie Rock en The Miami Showband brachten het nummer in 1965 uit als single.[16]

Een zinnetje uit het nummer, ‘I’ve got no kick against modern jazz’, werd in 1995 gebruikt als titel voor een tribuutalbum (I got no kick against) modern jazz met liedjes van The Beatles, uitgevoerd door verschillende jazzartiesten. Rock and roll music staat er zelf niet op.